# John Thynne (1798-1881)
Lord John Thynne (7 novembre 1798 - 9 février 1881) est un pasteur anglican, qui sert pendant 45 ans comme vice-doyen de Westminster. 

## Jeunesse
Il est né en 1798, troisième fils de Thomas Thynne (2e marquis de Bath) (1765-1837) et de son épouse l'hon. Isabella Elizabeth Byng, une fille de George Byng (4e vicomte Torrington). 
Il hérite du domaine de Haynes Park, Bedfordshire, et du manoir de Kilkhampton à Cornwall de son oncle sans enfant, John Thynne (3e baron Carteret) (1772–1849). Stowe House à Kilkhampton avait été le siège de son lointain ancêtre John Granville (1er comte de Bath) (1628-1701), et est arrivé à lui via la famille Cartaret. 

## Ministère
Il fait ses études au Collège d'Eton et au St John's College, Cambridge, et est ordonné par John Fisher, évêque de Salisbury, en 1822. Son premier poste est curé de Corsley, une paroisse du domaine de son père, Longleat. Il est ensuite recteur de Backwell, Street avec Walton et Kingston Deverill, tous dans le Somerset et le Wiltshire. 
En 1828, il est nommé chanoine et sous-doyen de la cathédrale de Lincoln, puis devient chanoine de l'abbaye de Westminster en 1831. Il est devenu sous-doyen de Westminster en 1835, déclinant plus tard les doyennés de Westminster, Wells et Windsor. Il a vécu à Ashburnham House près de l'abbaye de Westminster et assiste au couronnement du roi Guillaume IV et de la reine Adélaïde, puis à celui de la reine Victoria. 

## Mariage et descendance

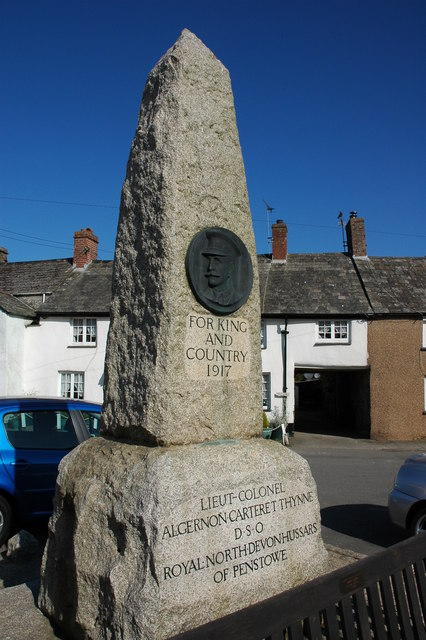
Monument de l'obélisque de granit au Lt-Col. Algernon Carteret Thynne (1868–1917), DSO, Kilkhampton, Cornwall

Le 2 mars 1824, à l'église St James, à Piccadilly, il épouse Anna Constantia Beresford, une fille du révérend Charles Cobbe Beresford. Elle a ensuite construit le premier aquarium marin en Grande-Bretagne. Ils ont eu : 
- George Emillus Thynne (1824-1838), fils aîné décédé à l'âge de 14 ans et mort avant son père.
- Frederick Charles Thynne (1826-1827), est décédé à l'âge de 1 an.
- Francis John Thynne (1830–1910), fils et héritier aîné survivant de Haynes Park, Bedfordshire, seigneur des manoirs de Kilkhampton, Stratton et Binhamy[1] qui a eu : 
  - Lieutenant-colonel Algernon Carteret Thynne (1868–1917), Royal North Devon Hussars, de Penstowe dans la paroisse de Kilkhampton, Cornwall, tué au combat en Palestine pendant la Première Guerre mondiale  dont le monument d'obélisque de granit est dans le centre du village de Kilkhampton[2] avec un autre dans l'église paroissiale[3].
  - Capt. George Augustus Carteret Thynne (1869–1945), Royal North Devon Yeomanry[4]
- Révérend Arthur Christopher Thynne (1832–1908)
- Capitaine William Frederick Thynne (1834–1858)
- Le lieutenant-colonel. Alfred Walter Thynne (1836–1917)
- John Charles Thynne (1838–1918)
- Emily Constantia Thynne (1840–1926), épouse Thomas Taylour (3e marquis de Headfort)
- Selina Charlotte Thynne (1842–1913)
- Major-Général Sir Reginald Thynne (1843–1926)

Il meurt le 9 février 1881 et est enterré à Haynes Park. Son monument conçu par Henry Hugh Armstead, une effigie couchée dans une niche arquée, est dans l'allée du chœur nord de l'abbaye de Westminster.